# Sugbongcogon
Sugbongcogon ist eine philippinische Stadtgemeinde in der Provinz Misamis Oriental. Sie hat 9226 Einwohner (Zensus 1. August 2015).

## Baranggays
Sugbongcogon ist politisch in zehn Baranggays unterteilt.
- Alicomohan
- Ampianga
- Kaulayanan
- Kidampas
- Kiraging
- Mangga
- Mimbuahan
- Poblacion
- Santa Cruz (Mabini)
- Silad